# Linognathus africanus
Linognathus africanus ist eine bei Ziegen, selten auch bei Schafen auftretende Echte Tierlaus. Weibchen sind etwa 2,2 mm lang, Männchen 1,7 mm. Das Gonopodium der Weibchen ist abgerundet, artspezifisches Charakteristikum ist, dass sich der Kopf hinter den Antennen stark verbreitert. Weibchen legen pro Tag ein Ei (Nisse) und heften es an ein Haar. Nach 10 bis 14 Tagen schlüpft die erste Larve (Nymphe). Innerhalb von zwei Wochen entwickeln sich über insgesamt drei Nymphenstadien die Adulten. Der komplette Lebenszyklus dauert 20 bis 40 Tage.